# Yerseke
Yerseke (uitspraak: ierseke) (Zeeuws: Yese) is een dorp gelegen aan de Oosterschelde in de gemeente Reimerswaal op Zuid-Beveland in de Nederlandse provincie Zeeland. In 2023 had het dorp 7.140 inwoners. Yerseke werd als zelfstandige gemeente opgeheven op 1 januari 1970. Samen met de gemeenten Rilland-Bath, Krabbendijke, Kruiningen en Waarde maakt het nu deel uit van de gemeente Reimerswaal.
Het dorp is tegenwoordig vooral bekend om zijn mossel- en oestercultuur. Toeristen komen naar Yerseke om verscheidene zeevruchten te eten in een van de vele restaurants, en voor rondleidingen over en langs de oesterputten, de jachthaven en het Oosterscheldemuseum. In dit museum komt ook de oudere geschiedenis van het dorp naar voren, waaruit blijkt dat Yerseke sinds de middeleeuwen als handelsdorp bekend stond. Yersekenaren handelden voornamelijk in landbouwproducten, zoals tarwe, meekrap en darink (of derrie).

## Geschiedenis

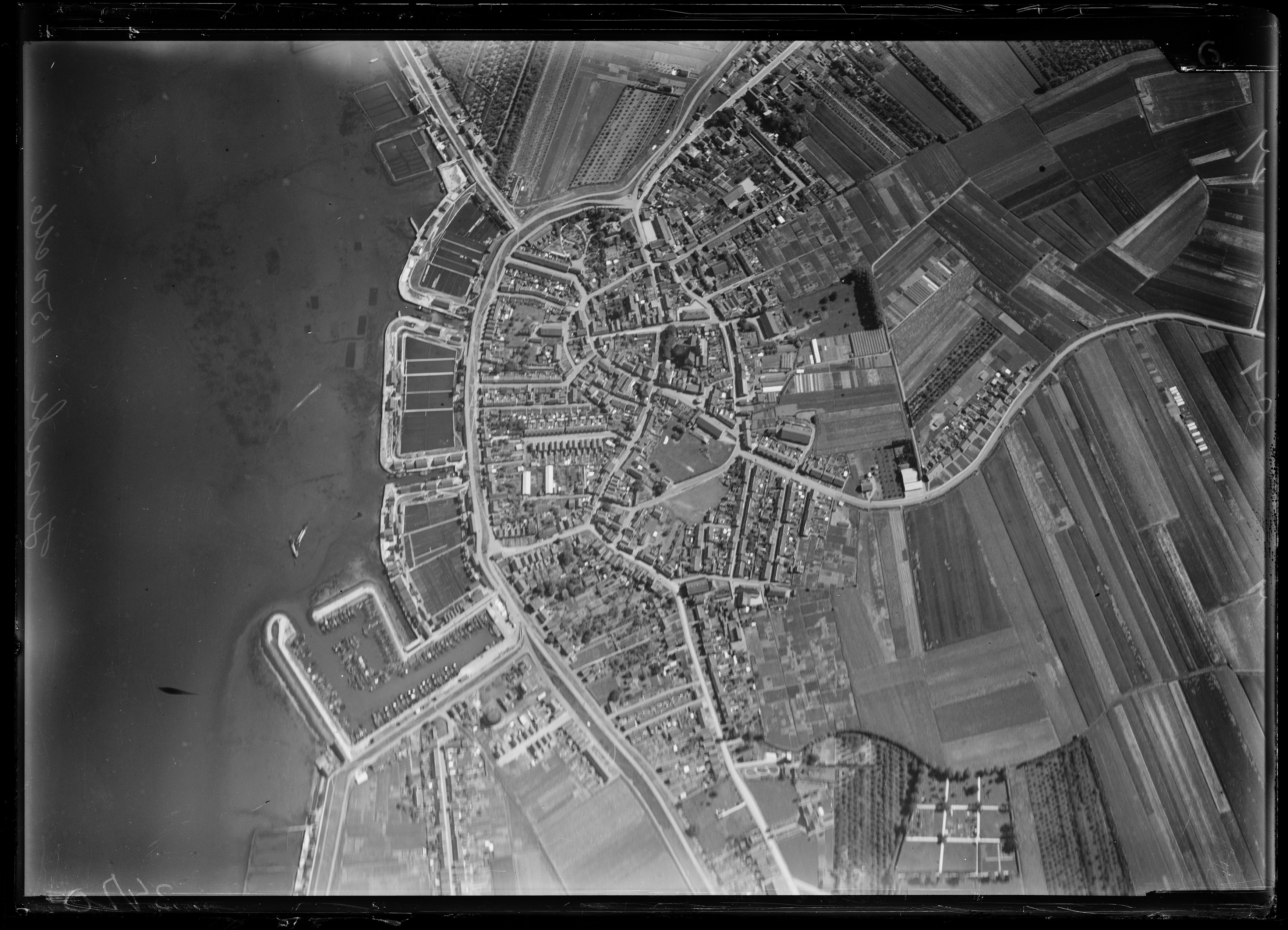
Luchtfoto van Yerseke (1920-1940)

De vroegste vermelding van Yerseke is waarschijnlijk die in een oorkonde van keizer Otto I van 24 januari 966, onder de naam Gersika. In een stuk van 27 juli 980 komt Yerseke voor onder de naam Gersicha. Zoals zoveel dorpjes op de Zeeuwse eilanden ontstond de nederzetting op een kreekrug alwaar men zich onder andere bezighield met hoeden van schapen. Men veronderstelt wel dat de naam Gersika/Gersicha afgeleid is van deze vroegere "kreek".

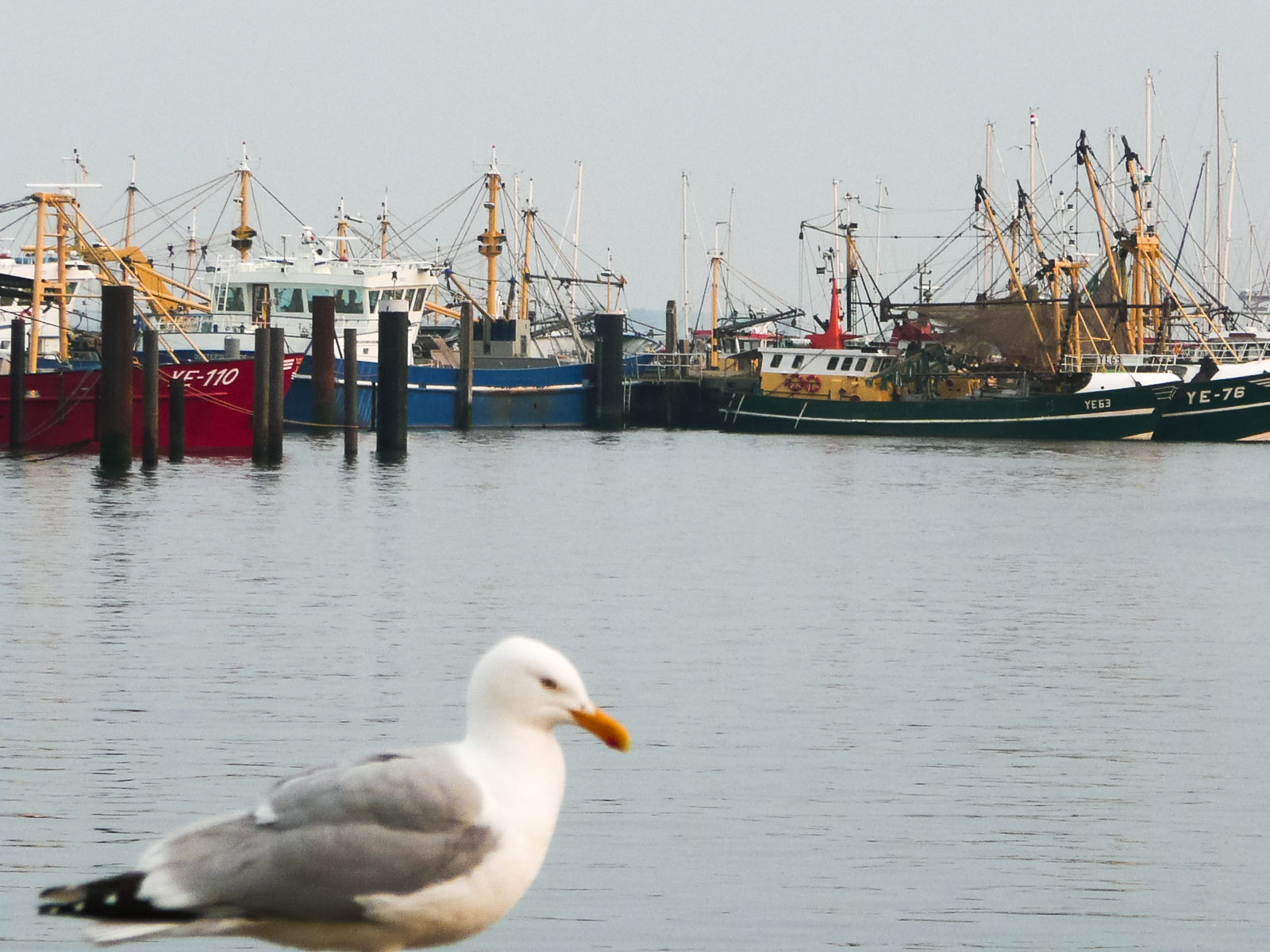
Haven van Yerseke

In de middeleeuwen is Yerseke een handelsdorp, waarbij bewoners zich toeleggen op de handel in landbouwproducten, zoals tarwe, meekrap en darink of derrie (zouthoudende turf). Landbouwers zijn met name als darinkdelvers actief in de moernering, in de gebieden die we tegenwoordig de Yerseke Moer noemen. Aan de westzijde staat een mottekasteel dat rond 1430 wordt vervangen door een nieuw kasteel dat 't Burchtje wordt genoemd; de heren Van Yerseke bewonen het kasteel.

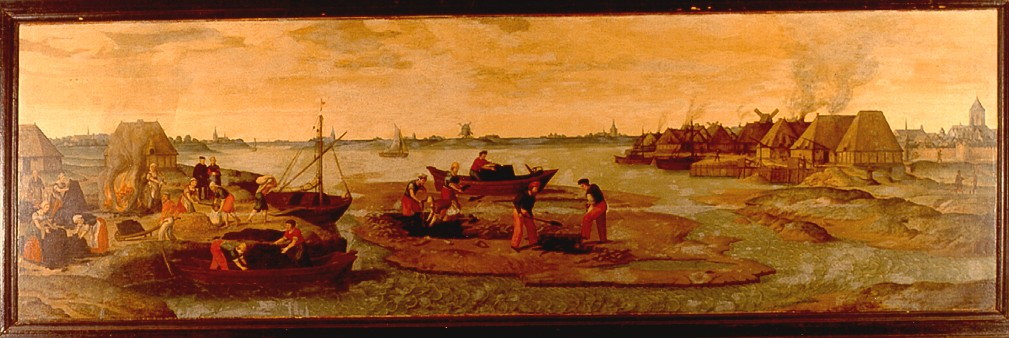
Darinck Delven, schilderij uit ~1540 waarin de verschillende stadia van de moernering te zien zijn, zoals deze eeuwenlang te Yerseke werden uitgevoerd. Stadhuismuseum Zierikzee

Het dorp Yerseke wedijvert lang met naburige plaatsen als Goes en Reimerswaal, met een concurrerende markt.  De heren van Reimerswaal hebben zitting in Yerseke.
Na de  Sint Felixvloed in 1530 en Tachtigjarige oorlog raakt Yerseke in verval. Tijdens de watersnood in 1530 komt het gebied ten oosten van Yerseke onder water te staan (tegenwoordig bekend als het Verdronken Land van Zuid-Beveland), alsook de moeren ten westen van het dorp. Enkel de  Sint Odulphuskerk en daarbij gelegen huizen  blijven droog. Enkele decennia later, tijdens de Nederlandse Opstand (1568-1648), heeft Yerseke onder meer te lijden onder plunderingen en brandstichting van geuzen en Spaanse soldaten.
Vanaf ongeveer 1870 is in Yerseke begonnen met het kweken van oesters. De teelt werd ingevoerd door enkele kapitaalkrachtige industriëlen. Voor dit doel werden oesterputten gebouwd, waar oesters door middel van de pannencultuur worden gekweekt. Hierdoor bloeide het dorp op. Yerseke werd wel het Zeeuwse Klondike genoemd, naar een Canadees gouddelversstadje. De zeer snelle opbloei ging met sociale misstanden gepaard: de eerste vestiging in Nederland van het Leger des Heils was dan ook hier. Vanaf 1885 ging het echter weer slechter met de oesterteelt, en veel Yersekenaren trokken naar de Verenigde Staten, met name naar West-Sayville (NY), waar eveneens oesterteelt werd bedreven. Niettemin overleefde ook in Yerseke de oesterteelt, maar de aanleg van de Oosterscheldekering, een strenge winter en de uitbraak van ziekten bij de oesters maakten dat vele oesterkwekers ermee stopten. Er werd gestimuleerd om over te stappen op de champignonteelt, toen een nieuwigheid. Slechts 6 bedrijven bleven over. Deze begonnen met de teelt van de Japanse oester. Deze is minder vatbaar voor ziekten en goedkoper te kweken.
Ook ging de mosselcultuur een steeds belangrijker plaats innemen voor het dorp. Deze dateert al uit de 15e eeuw. Het mosselzaad, opgevist in de Waddenzee, wordt uitgestrooid over bepaalde percelen in de Oosterschelde, waar de mosselen verder groeien. In het dorp staat nu de enige mosselveiling van Nederland, waar ook vissers uit naburige vissersdorpen hun mosselen komen veilen.
Vroeger werden de mosselen gevangen met kleine zeilschepen, de hoogaars en de hengst. Tegenwoordig wordt gebruikgemaakt van zeer moderne schepen met geavanceerde navigatieapparatuur.
Naast de kweek van oesters en mosselen wordt ook op kreeften gevist.

## Economie

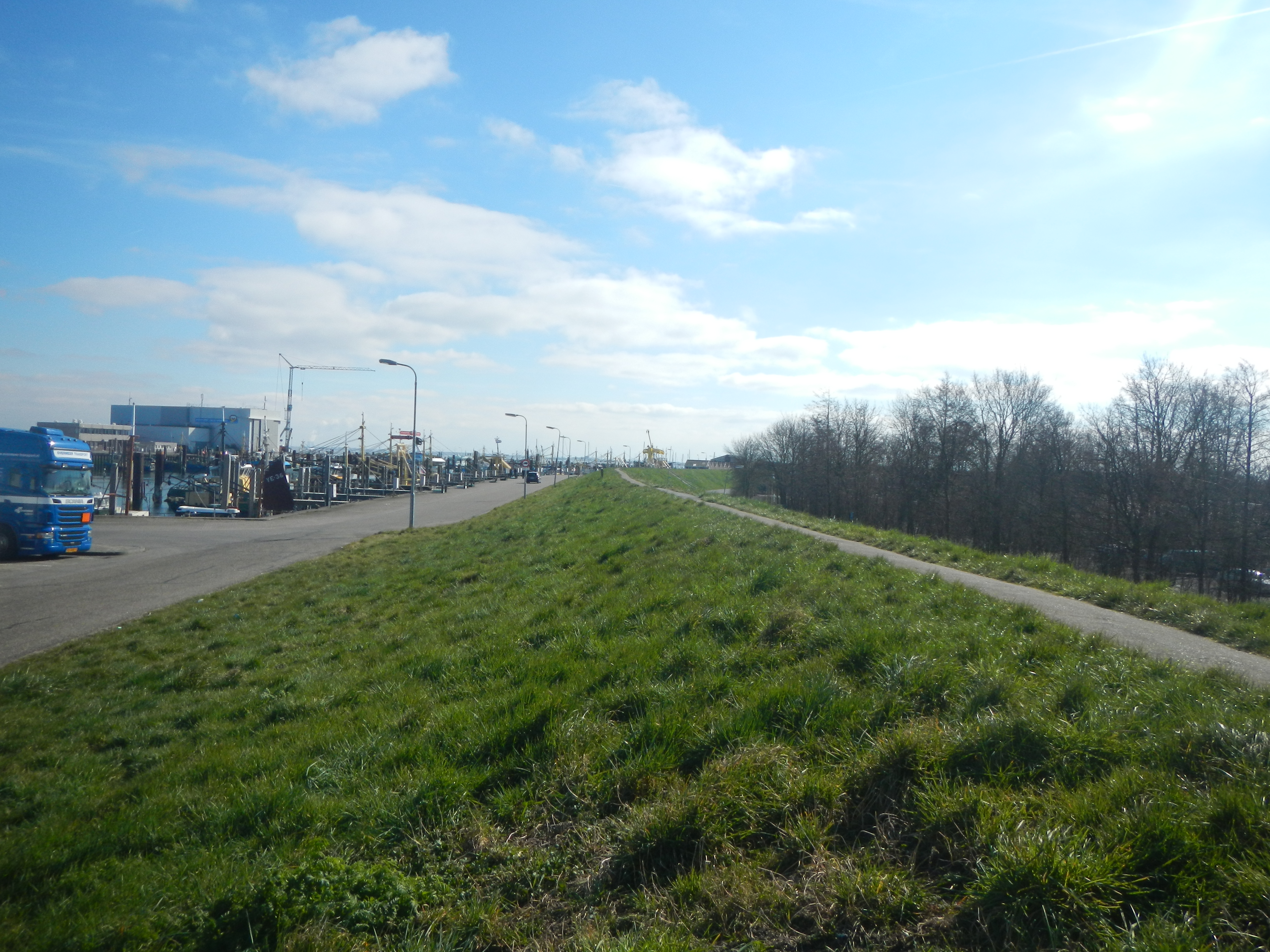
Haven van Yerseke

### Haven
Tot 1840 was de haven van Yerseke niet meer dan een paar los- en laadpunten op enkele kleine dammen aan weerszijden van de zeesluis. Rond 1840 werden de eerste verbeteringen uitgevoerd, maar pas in 1870 werd een nieuwe haven aangelegd vanwege de opkomst van de oesterteelt. De aanhoudende groei maakte uitbreiding van de haven noodzakelijk in 1883 en 1898. In 1938 lagen er plannen voor een grotere haven, maar het uitbreken van de Tweede Wereldoorlog resulteerde in uitstel. In de jaren vijftig kwamen de uitbreidingsplannen weer op tafel, maar de sluiting van de Oosterschelde en de daarmee samenhangende dreiging van de oester- en mosselcultuur leidde tot veel onzekerheden. Het besluit een open Oosterscheldekering te bouwen nam deze dreiging weg. Op 15 juli 1965 werd de nieuwe haven geopend. De nieuwe haven kreeg de naam Prinses Beatrixhaven en het oude gedeelte werd de Prins Willem-Alexanderhaven. De haven is nu geschikt voor beroeps- en pleziervaart.
In Yerseke is ook een onderzoeksinstituut gevestigd, het Centrum voor Estuariene en Mariene Ecologie (CEME). Dit was een onderdeel van het Nederlands Instituut voor Ecologie (NIOO-KNAW) van de Koninklijke Nederlandse Akademie van Wetenschappen. Sinds 2012 hoort het bij het Koninklijk Nederlands Instituut voor Zeeonderzoek.

### Mosselen
Yerseke speelt een centrale rol in de Nederlandse mosselvangst en -verwerking. De belangrijkste visgebieden zijn de Zeeuwse wateren en de Waddenzee. In 2009 waren er zo’n 50 kwekers van mosselen met 56 vaartuigen. In totaal voerden ze in 2009 zo’n 46 miljoen kilo mosselen aan met een waarde van 56 miljoen euro. De omvang van de vangsten fluctueert per jaar, sinds 2005 ligt deze tussen de 30 en 58 miljoen kilo per jaar.
De import van mosselen bedroeg 27 miljoen euro in 2009. Alle mosselen, inclusief de importmosselen, worden uiteindelijk aangeboden op de veiling van Yerseke. De medewerkers van het Mosselkantoor controleren deze op kwaliteit. Pas dan worden ze verkocht. Deze importmosselen mogen ook Zeeuwse mosselen heten als de handelaren ze hebben opgeslagen in zogenaamde natte pakhuizen in de Oosterschelde. De meeste consumptiemosselen, ongeveer 65%, worden geëxporteerd naar België. Verder gaat 23% van de aanvoer naar Frankrijk en de rest blijft in Nederland of gaat naar andere landen.
Voor mosselen bestaat een vrijwillige veilplicht. Alle aanbieders van mosselen houden zich hieraan. De prijs komt tot stand op de veiling in Yerseke. In de vijf jaren tot 2009 schommelde de prijs van 95 euro in 2005 naar 180 euro per 100 kilogram in 2009. Ten slotte kent de mosselsector een zogenoemde ophoudprijs. Beneden die prijs worden de mosselen niet verkocht, maar overgenomen door het Mosselfonds tegen deze ophoudprijs. De mosselen die zo zijn opgekocht worden opgeslagen in de Oosterschelde en in december weer verkocht. De verkoopopbrengst wordt dan teruggestort in het Mosselfonds.

### Oesters

Vrouwen werkzaam in de oesterteelt rond 1890. Foto uit Collectie IAV - Atria.

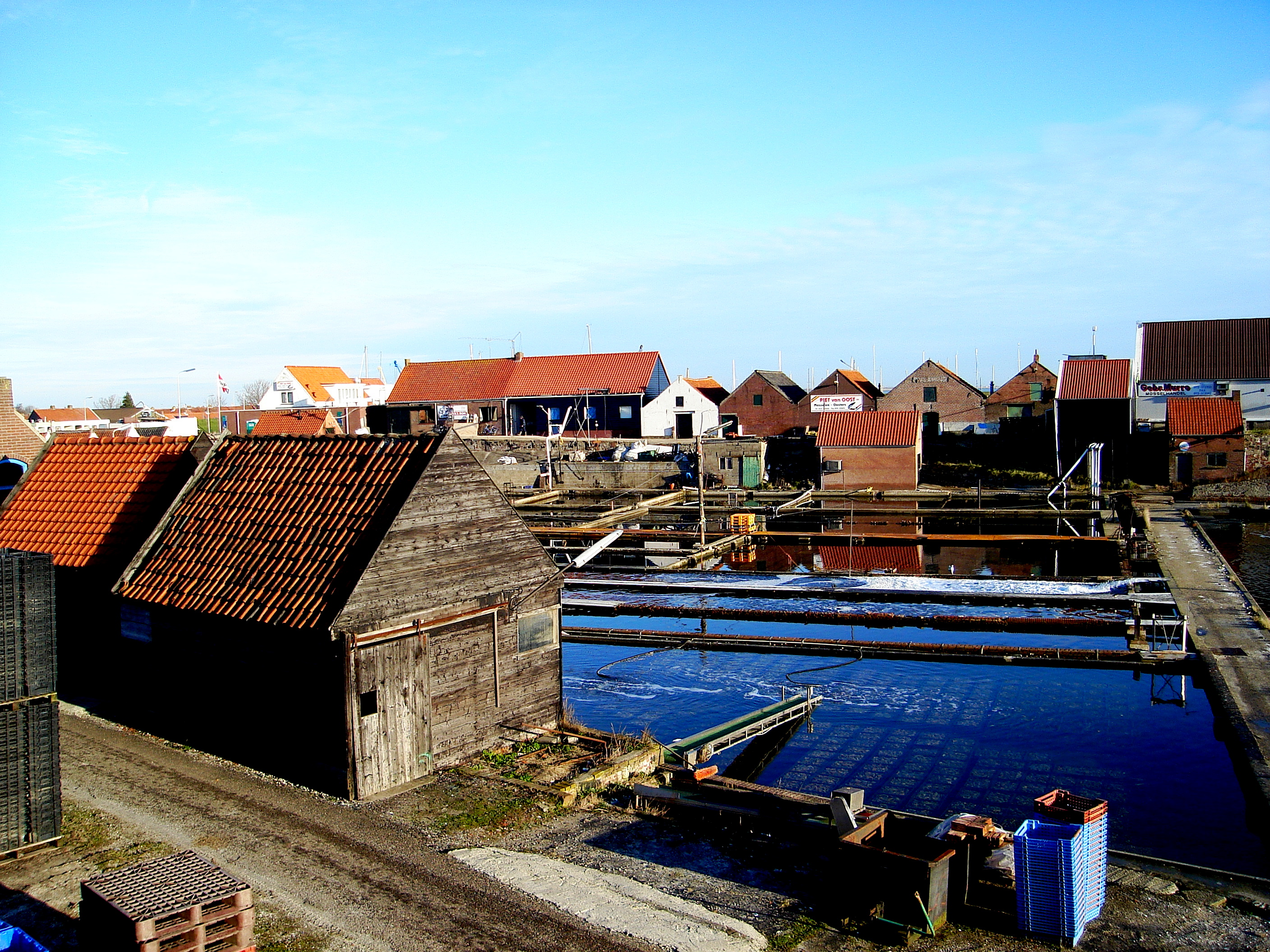
Oesterkwekerijen

De teelt van oesters, maar ook van mosselen, kreeg een belangrijke impuls na 1870. Het gebruik van gekalkte dakpannen kwam in gebruik waarop de oesterlarfjes zich vasthechten. In principe werden het broed en de jonge oesters verkregen op natuurpercelen en daarna overgebracht op zaaipercelen. Hiervoor werden oesterputten gebruikt die later ook de functie kregen van voorraadreservoirs. De eerste oesterput werd in 1871 aan de buitenzijde van de Breedsendijk aangelegd. Later kwamen er meer en steeg ook de behoefte aan werkplaatsen en bergruimte.
Yerseke speelt, net als bij de mosselen, een centrale rol bij de verwerking van oesters. De bedrijven die actief zijn in de oesterteelt zijn geconcentreerd rond Yerseke. In 2009 waren dit ongeveer 28 bedrijven, waarvan 11 alleen actief zijn in de kweek. De overige 17 zijn daarnaast ook nog actief in verwerking en handel. Ze zijn allemaal lid van de Nederlandse Oestervereniging en verantwoordelijk voor bijna de volledige aanvoer van oesters.
De kweek vindt vooral plaats in de Oosterschelde en het Grevelingenmeer. De oesterkwekers huren percelen van de overheid. Daarnaast zijn er nog zogenoemde vrije gronden in de Oosterschelde. De percelen tezamen zijn ongeveer 2.050 hectare groot. Gezien het vergunningstelsel en de verhuur van de percelen is er nauwelijks ruimte voor nieuwe bedrijven. De aanvoer van oesters staat onder druk, in de periode 2006 tot en met 2009 is deze gedaald van circa 33 miljoen stuks naar ongeveer 20 miljoen stuks. Veruit het grootste deel zijn Japanse oesters. De oesters worden geoogst van september tot april. Het aantal schepen is in deze jaren gedaald van 27 naar 19 met een gemiddelde leeftijd van 67 jaar. Door de oestersector worden ook wel mosselkotters gebruikt.
Voor oesters geldt geen veilplicht. De prijs voor de oesters komt tot stand door onderhandeling van de aanvoerders met handelaren of de afnemers. De handelaren bewaren de oesters in betonnen oesterputten in vers zeewater dat steeds wordt ververst, het zogenaamde verwateren. Hiermee worden de oesters gezuiverd en verbetert de kwaliteit. Dit verwateren duurt ongeveer een week. Daarna worden de oesters gesorteerd, dit gebeurt deels machinaal bij Japanse oesters en bij de Zeeuwse oester handmatig. Het verpakken is handwerk.
Minder dan 20% van de oesters wordt in het binnenland afgezet. België is de belangrijkste exportmarkt, hier gaat ongeveer 50% van alle oesters heen, gevolgd door Duitsland (8%), Frankrijk (6%) en Italië (16%).
Er wordt door de oesterkwekers geëxperimenteerd met nieuwe kweekmethodes. De gehele oesterkweek in Zeeland bestaat nu uit bodemcultuur. Er kunnen echter ook oesters gekweekt worden op bedden, net als in Frankrijk, of hangend in voedselrijk water. Met alternatieve kweekmethodes is er minder kweekgrond nodig, wordt het verlies van oesters minder en worden de broedcollectoren optimaal benut.

### Winkelen
De weekmarkt is op vrijdagmorgen van 08.30 tot 12.30 in het centrum van Yerseke.

## Bezienswaardigheden
- Sint-Odulphuskerk, rijksmonument uit de 16de eeuw
- Voormalig gemeentehuis, thans Oosterscheldemuseum
- Standbeeld van de Mosselman
- Oesterij, informatiecentrum over oesters en mosselen
- Yerseke Moer,  veenweide- en Natura 2000-gebied.

## Evenementen
- Mosseldag, derde zaterdag van augustus
- Mosselrace, een zeilwedstrijd op de Oosterschelde op de tweede zaterdag van augustus
- Oesterfestival, eten en drinken in het derde of vierde weekend van september

## Voorzieningen

### Religie
In Yerseke zijn volgende kerken:
- Hervormde Kerk (PKN)
- Gereformeerde Gemeente
- Gereformeerde Kerk (PKN)
- Hervormde Gemeente Rehoboth (PKN)
- Vrije Evangelische Gemeente

### Scholen
- OBS Parelmoer (Openbaar)
- CBS Het Kompas (Christelijk)
- Ds. G.H. Kerstenschool (Reformatorisch)
- Zorgcentrum Moerzicht

### Sport
Op sportcomplex 'Cleijn Moercken' spelen VV Yerseke, TV Yerseke en KV Volharding Yerseke.

### Cultuur
In multi functioneelcentrum “Teheare” muziekvereniging Mozart Yerseke.

## Geboren in Yerseke
- Carel Naret Oliphant, (1781), apotheker en schaker
- Neeltje Lokerse (1868), feministe
- Piet Rentmeester (1938), wielrenner
- E.J. van den Broecke-de Man (1898), politicus en letterkundige
- Patrick Tolhoek (1965), wielrenner
- Jan Chris de Koeyer (1966), zanger Gorefest
- Antwan Tolhoek (1994), wielrenner